# Весново (Краснознаменський район)
Весново (рос. Весново) — селище Краснознаменського району, Калінінградської області Росії. Входить до складу Краснознаменського міського округу.
Населення — 771 особа (2015 рік).

## Населення
| 1910 | 1933 | 1939 | 2002 | 2010 |
| ---- | ---- | ---- | ---- | ---- |
| 647  | ↗683 | ↘662 | ↗741 | ↗771 |